# Amareleja
Amareleja è una freguesia del comune portoghese di Moura. Ha un'area di 108,34 km² e una popolazione di 2.564 abitanti. È nota per le alte temperature che vi si registrano, con un massimo storico di 47,4 °C.